# Sang thu
Sang thu là bài thơ nổi tiếng được viết năm 1977 và được in trong tập thơ Từ chiến hào đến thành phố năm 1990 của Hữu Thỉnh. Bài thơ đã được Bộ Giáo dục và Đào tạo đưa vào giảng dạy trong chương trình Ngữ văn 7, tập một, Chân trời sáng tạo/.

## Văn bản
Bỗng nhận ra hương ổi
Phả vào trong gió se
Sương chùng chình qua ngõ
Hình như thu đã về.
Sông được lúc dềnh dàng
Chim bắt đầu vội vã
Có đám mây mùa hạ
Vắt nửa mình sang thu.
Vẫn còn bao nhiêu nắng
Đã vơi dần cơn mưa
Sấm cũng bớt bất ngờ
Trên hàng cây đứng tuổi.